# Мне голос был
«Мне го́лос был. Он звал уте́шно…» — стихотворение Анны Ахматовой, написанное в 1917 году.
Первоначальный вариант текста («Когда в тоске самоубийства…») отличается от того, который обычно присутствует в изданиях поэзии Ахматовой (вторая, «короткая» редакция «Мне голос был. Он звал утешно…» две первые строфы первоначального варианта исчезли, но добавлена новая строфа в финале). В современных изданиях встречается контаминированная, «длинная» редакция текста, которая не была опубликована Ахматовой, но этот вариант она продекламировала в записи 1920 года.

## Темы и мотивы
В стихотворении отражается тема искушения, которое является автору в виде загадочного голоса, а синтаксическое оформление оборота «Мне голос был» с личным местоимением, употреблённым в форме дательного падежа в функции пациенса (ср. «Мне было откровение») актуализирует тему могущественных внешних сил, влияющих на судьбу человека, в данном случае — лирической героини.

## Отношение к эмиграции
Главная дилемма, стоявшая перед Анной Ахматовой — отправиться в эмиграцию и проживать вдали от Родины в бесправном состоянии, утрачивая свои связи с отечеством или же разделить судьбу своего народа в условиях революционных преобразований, которые в целом сыграли драматичную роль в судьбе автора. Для мироощущения Анны Ахматовой этой поры было характерно осознания необходимости переживать вместе с народом исторические испытания и разделять с ним все жизненные невзгоды, что и отражалось в ряде её ключевых стихотворений, написанных позже, например, в «Мужестве» 1941 года. Ахматова в этом стихотворении впервые в своём творчестве выражала позицию той части творческой интеллигенции, которая отчётливо и ясно выступала за то, чтобы остаться вместе со своей страной и народом. Во многом произведение стало обличением трусости и низости тех, кто осознанно выбрал путь скитаний и предательства Родины, поддавшись искушающему «голосу». Лирическая героиня, в свою очередь, не отрекается от своей Родины и сохраняет верность совести («голосу Бога» по Блоку).

## Стихотворный размер
Стихотворение написано четырёхстопным ямбом, который отличается торжественным ритмом; он усиливает патетику произведения и придаёт стихотворению сакрально-одический смысл.